# 関西テレビ放送徳島支局
関西テレビ放送徳島支局（かんさいテレビほうそう とくしましきょく）は、関西テレビ放送（カンテレ、KTV）が徳島県の報道（FNNニュース）取材のために設置された支局である。

## 概要
徳島県は民放テレビが四国放送（NNN/NNS）の1局のみ存在する。
あくまでも取材拠点であり、当然ながらフジテレビ系列の放送を送信する施設等は一切ない。それゆえ、放送業務は行っておらず、地域により関西テレビ放送・岡山放送のいずれかを直接受信またはケーブルテレビの区域外再放送により視聴することになる。

## 所在地
- 徳島県徳島市東大工町3丁目16番地 徳島三木ビル6階